# Pétros Taboúris
Pétros Taboúris ou Pétros Tamboúris (en grec moderne Πέτρος Ταμπούρης, né en 1964 à Athènes en Grèce) est un compositeur, musicien et musicologue grec. Il a publié plusieurs albums de musique grecque ancienne (musique de la Grèce antique, musique grecque médiévale, notamment musique byzantine, ainsi que d'époques plus récentes) et de musique traditionnelle grecque.

## Biographie
Petros Tabouris naît en 1964 à Athènes,.
C'est un joueur professionnel de kanonaki.
Il joue dans plusieurs groupes de musique : Aulètès, Èrgastèrio Palaias Mousikès.

## Discographie

### Albums
- 1987, avec plusieurs artistes : Ixos B’ (Ήχος Β΄), Columbia
- 1990 : Kratèmata. Masterpieces of Byzantine instrumental music (Κρατήματα), vinyle et LP, label Kathephtis (Καθρέφτης)
- 1991 : Mismagia (Μισμαγιά), label Naus. Réédité en 2011 : Mismayia. Masterpieces Of The First Greek Songs (17th - 19th Century A.D.), label Paian (même album que Τα Πρώτα Έντεχνα Ελληνικά Τραγούδια)
- 1991, avec Alexandra Adapoulou (Αλεξάνδρα Αδαμοπούλου

Αλεξάνδρα Αδαμοπούλου) : Erthreis Den Erthreis (Έρθεις Δεν Έρθεις), label Naus.
- 1992 : Melos Arxaion: Secular Music of Greek Antiquity, Volume 1, FM Records
- 1992 : Melos Arxaion: Secular Music of Greek Antiquity, Volume 2, FM Records
- 1992 : Musikí Apo Tin Ellinikí Arxaiótita, FM Records
- 1993, avec Thodoris Konis (Θοδωρής Γκόνης) : Τα πορφυρά καμπάγια, Lyra
- 1995 : Modes and Talas, FM Records
- 1996 : 100 Years Of Olympic Games  (100 Χρόνια Ολυμπιακοί Αγώνες), FM Records (album de célébration des cent ans des Jeux olympiques modernes)
- 1998 : Melos Arxaion: I Mousiki ton thion (Μέλος Αρχαίον - Η Μουσική Των Θεών - Sacred Music Of Greek Antiquity), FM Records, double album
- 1998, avec paroles de Kostís Palamás (Κωστής Παλαμάς) : O Dodekalogos Tou Guftou (Ο Δωδεκάλογος Του Γύφτου), FM Records. Mise en musique du poème de Kostís Palamás Les douze paroles du Tzigane (1907).
- 1998 : Thyraten. Pst-Byzantine Secular Music (13th - 17th Century A.D. (même album que Μεταβυζαντινή Κοσμική Μουσική), Paian
- 2005 : Ancient Greek Dances, Hellenicrecord
- 2006 : Kanonaki: The Art of the Greek Musical Instruments, Hellenicrecord (numérique)
- 2008 : Fragments of Ancient Greek Music, Hellenicrecord
- 2011 : Musical Paths of Ancient Greece, Hellenicrecord (numérique)
- 2011 :  Music Of Greece Antiquity (Μουσική Από Την Ελληνική Αρχαιότητα), Paian
- 2012 : The Hellenic Art of Music: Music of Greek Antiquity, Hellenicrecord (numérique, double album)
- 2015, avec plusieurs artistes : Kalanta Tou Dodekaimerou  (Κάλαντα Του Δωδεκαημέρου), Hellenikos Diskos
- année inconnue : Anthologia Anatolikis Kosmikis Mousikis (Ανθολογία Ανατολικής Κοσμικής Μουσικής), Hellenikos diskos
- 2017 : The Odes of Anakreon, ensemble de musique antique Synaulia, label Synaulia

### Compilations
- 1995 : The Greek Folk Instruments, Volume 6: Kanonaki, FM Records
- 2000 : I Ebraïki Mousiki Prin to Olokautoma 1922-1941 (Η Εβραϊκή Μουσική Πριν Το Ολοκαύτωμα 1922-1941), Hellenikos Diskos
- 2003 : Mousiki Kibotos Afriki (Μουσική Κιβωτός Αφρική), Mousiki Kibotos
- 2003, avec plusieurs artistes : Boreia Afriki - Ixografisis 1925-1945 (Βόρεια Αφρική - Ηχογραφήσεις 1925-1945), Mousiki Kibotos
- 2009 : To Laïko Tragoudi 1946-1950 Το Λαϊκό Τραγούδι 1946-1950), FM Records, 4 CD
- 2010 : Laïka Mousika Organa Tis Roumanias (Λαϊκά Μουσικά Όργανα Της Ρουμανίας), Hellenikos Diskos
- 2017 : Lyra - Barbitos, FM Records
- année inconnue : Arxaia Kithara (Αρχαία Κιθάρα), FM Records

### Musique de films
- 1990 : Despoina, bande originale du téléfilm réalisé par Sotiris Goritsas[4]